# Lac de Kapchagaï
Le lac de Kapchagaï est un lac artificiel situé à 60 km au nord d'Almaty dans l'oblys d'Almaty au Kazakhstan. 

## Géographie
Il fut créé par un barrage construit en 1969, sur l'Ili et qui alimente le lac Balkhach.